# Luboń
Luboń (in tedesco Luban, dal 1939 al 1943 Lobau) è una città polacca del distretto di Poznań nel voivodato della Grande Polonia.
Ricopre una superficie di 13,52 km² e nel 2007 contava 27 038 abitanti.